# لو لمونتن
شهر لو لمونتن (به فرانسوی: Le Lamentin) در شهرستان مارتینیک در ناحیه مارتینیک با جمعیت ۳۹٬۸۴۷ نفر در کشور فرانسه واقع شده‌است